# 342 v.Chr.
Het jaar 342 v.Chr. is een jaartal volgens de christelijke jaartelling.

## Gebeurtenissen

### Italië
- Er breekt onder de troepen van Rome een muiterij uit, omdat zij gedwongen worden in Campanië te gaan vechten ter ondersteuning van Capua.
- Slag bij de Gaurusberg: Er vindt een veldslag plaats tussen de Romeinen en de Samnieten, aan de voet van de Gaurus berg, nabij Cumae.
- Carthago, een bondgenoot van Rome, feliciteert de overwinnaars en biedt hun de gouden kroon voor de Tempel van Jupiter aan.

### Griekenland
- Philippus II van Macedonië nodigt de filosoof Aristoteles uit in zijn paleis om hem de opvoeding van zijn 14-jarige zoon Alexander toe te vertrouwen. Aristoteles beoefent dit vak vervolgens drie jaar, hij zal de jonge Alexander onderwijzen in natuur- en geneeskunde, in staatsbestuur en literatuur.
- Philippus II valt met het Macedonische leger Thracië binnen. Antipater en Parmenion verwoesten de Sporaden in de Egeïsche Zee.

### China
- In de Periode van de Strijdende Staten verslaat het Chinese leger van Qi de troepen van de staat Wei. In de gevechten wordt voor het eerst de kruisboog geïntroduceerd.

## Geboren
- Menander (~342 v.Chr. - ~291 v.Chr.), Atheens toneelschrijver